# سانحه سی-۱۲۴ مونت گانت
سانحه سی-۱۲۴ مونت گانت (به انگلیسی: Mount Gannett C-124 crash) یک پرواز نیروی هوایی ایالات متحده آمریکا از مککورد فیلد، واشینگتن به مقصد آلاسکا بود که در آن ۴۱ مسافر و ۱۱ خدمه حضور داشتند، در تاریخ ۲۲ نوامبر ۱۹۵۲ در مونت گانت، آلاسکا دچار سانحه شد و ۵۲ نفر جان باختند.